# Un amour pas comme les autres (film, 1962)
Pour les articles homonymes, voir Un amour pas comme les autres.
Pour plus de détails, voir Fiche technique et Distribution.
Un amour pas comme les autres (A Kind of Loving) est un film britannique de John Schlesinger, sorti en 1962.

## Synopsis
Un jeune homme, qui essaye tant bien que mal de se hisser hors du milieu ouvrier dans lequel sa famille baigne depuis des générations avec un emploi de dessinateur industriel, est pris au piège quand sa petite amie tombe enceinte et qu'il se voit contraint de l'épouser et, à cause d'une crise du logement qui touche leur ville du nord de l'Angleterre, de venir habiter chez sa belle-mère.

## Fiche technique
- Titre : Un amour pas comme les autres
- Titre original : A Kind of Loving
- Réalisation : John Schlesinger
- Scénario : Willis Hall et Keith Waterhouse, d'après le roman de Stan Barstow
- Production : Joseph Janni et Jack Hanbury, pour Vic Films Productions Ltd.
- Musique : Ron Grainer
- Photographie : Denys N. Coop
- Montage : Roger Cherrill
- Décors : Ray Simm et Maurice Fowler
- Costumes : Laura Nightingale
- Pays d'origine : Royaume-Uni
- Langues : allemand, anglais
- Format : Noir et blanc – Mono
- Genre : Drame
- Durée : 107 minutes (Allemagne), 112 minutes (USA)
- Dates de sortie :
  - 12 avril 1962  Royaume-Uni
  - juin 1962  Allemagne de l'Ouest (Festival de Berlin)
  - 1er octobre 1962  États-Unis

## Distribution
- Alan Bates : Victor Arthur "Vic" Brown
- June Ritchie (en) : Ingrid Rothwell
- Thora Hird : Mme Rothwell, la mère d'Ingrid
- Bert Palmer : M. Geoffrey Brown, le père de Vic
- Gwen Nelson : Mme Brown, la mère de Vic
- Malcolm Patton : Jim Brown, le jeune frère de Vic
- Pat Keen : Christine Harris, la soeur de Vic
- David Mahlowe : David Harris, le beau-frère de Vic
- Jack Smethurst : Conroy, un collègue de Vic
- James Bolam : Jeff, un collègue de Vic
- Michael Deacon : Les Rawly, un collègue de Vic
- John Ronane : Shaw, un collègue de Vic
- Leonard Rossiter : Whymper, un collègue de Vic
- Fred Ferris : Althorpe, le patron de Vic
- Peter Madden : l'officier d'état-civil
- Yvonne Buckingham (en) : la barmaid

## Distinctions
prix reçu
Ours d'or au Festival de Berlin 1962 pour John Schlesinger.
nominations
nominations aux prix de la BAFTA 1963 :
Nommé pour le Prix du meilleur acteur britannique, Alan Bates ;
Nommé pour le Prix du meilleur film britannique ;
Nommé pour le Prix du meilleur scénario britannique, Willis Hall et Keith Waterhouse ;
Nommé pour le Prix du meilleur film.